# (6257) Thorvaldsen
(6257) Thorvaldsen ist ein Asteroid des Hauptgürtels, der am 26. März 1971 vom niederländischen Astronomenehepaar Cornelis Johannes van Houten und Ingrid van Houten-Groeneveld entdeckt wurde. Die Entdeckung geschah im Rahmen der Ersten Trojanerdurchmusterung, bei der von Tom Gehrels mit dem 120-cm-Oschin-Schmidt-Teleskop des Palomar-Observatoriums (IAU-Code 675) aufgenommene Feldplatten an der Universität Leiden durchmustert wurden.
Der Himmelskörper wurde nach dem dänischen Bildhauer Bertel Thorvaldsen (1770–1844) benannt, der als bedeutendster Vertreter des dänischen Klassizismus gilt.